# خاک (شیمی)
در گذشته نام خاک به عنصرهای شیمیایی ویژه‌ای نسبت داده می‌شد. حتی دوره‌ای بود که خاک عنصر دانسته می‌شد. این نام گذاری از دوران باستان، هنگامهٔ افلاطون و مفهوم عناصر چهارگانه به جای مانده بود. بعدها خاک به عنوان یک ترکیب شیمیایی مانند عنصرهای خاکی کمیاب و فلزهای خاکی دانسته شد.
خاک معمولاً از اکسیدهای فلزی ساخته شده‌است و این فلزها می‌توانند عنصرهای خاکی کمیاب و قلیایی خاکی را دربر بگیرند.

## منبع
- ویکی پدیای انگلیسی